# Lindley Library
De Lindley Library is een bibliotheek die wordt beheerd door de Royal Horticultural Society (RHS) in Engeland. De bibliotheek is vernoemd naar de Britse botanicus John Lindley, wiens boekencollectie de basis vormde van de bibliotheek. De collectie bevat boeken met betrekking tot plantkunde, tuingeschiedenis, tuinen en tuinbouw. De collectie bestaat uit boeken vanaf 1514 tot heden. De bibliotheek is vrij toegankelijk en leden van de RHS kunnen ook boeken lenen.
De bibliotheek is gevestigd op vijf locaties in Engeland: Westminster (Londen), Wisley, Harlow Carr, Hyde Hall en  Rosemoor. De locaties in Londen en Wisley hebben de meest uitgebreide collecties en beschikken over gespecialiseerde informatieteams. In Londen is het grootste gedeelte van de historische collectie en de kunstcollectie gehuisvest. Hier zijn onder meer boeken; botanische tijdschriften; tijdschriften met betrekking tot tuinieren; botanische illustraties; catalogi van kwekerijen, zaden en tuinen en het archief van de Royal Horticultural Society te vinden. In Wisley wordt een collectie gehuisvest  met onder meer boeken en tijdschriften met betrekking tot tuinieren, tuingeschiedenis, tuinkunst, kweken van groente en fruit; flora’s, monografieën met betrekking tot gekweekte planten en registers en checklisten van gekweekte planten.
De Lindley Library is aangesloten bij de American Society of Botanical Artists, een vereniging die zich richt op de promotie van contemporaine botanische kunst.